# فست‌تکست
فست‌تکست (انگلیسی: FastText) کتابخانه‌ای برای یادگیری «دگرنمایی واژه» و طبقه‌بندی متن است که توسط آزمایشگاه تحقیقات هوش مصنوعی فیس‌بوک (FAIR) ایجاد شده است. این مدل اجازه می‌دهد تا یک الگوریتم یادگیری خودران (خودسازمانده) یا یادگیری نظارت‌شده برای نمایش برداری واژه‌ها ایجاد شود. فیس‌بوک، مدل‌های از پیش آموزش‌دیده برای ۲۹۴ زبان را در اختیار عموم قرار داده است. چندین مقاله علمی نیز تکنیک‌های مورد استفاده در فست‌تکست را شرح می‌دهند.